# Логор Даница
Логор Даница је први усташки логор Независне Државе Хрватске. Смјештен је 3 km од Копривнице уз пут и пругу Копривница - Дрње на простору и у објектима фабрике хемијских производа „Даница“. Основан је 15. априла 1941. и постојао је до 1. септембра 1942. године.

## О логору
Према доступним подацима у логору „Даница“ налазило се 3.358 логораша, за које су утврђени лични подаци. Уз 3.095 мушкараца у логору се налазила 221 жена и 42 дјеце. Према националној припадности највише је било Срба и то 2.259, затим Јевреја 600, Хрвата 434, Муслимана 24, Црногораца 12, Рома 10, Словенаца 9, Мађара 5, Украјинаца 2, те по један Македонац, Румун и Рус.
Прва већа група стигла је у логор „Даницу“ 29. априла 1941. и то 506 похапшених Срба са котара Грубишно Поље. Њихово хапшење извршено је по наредби Еугена Диде Кватерника, главног равнатеља за ред и сигурност НДХ, 26. и 27. априла 1941. уз помоћ 110 полицајаца и усташа пристиглих из Загреба, а под оптужбом да су „четници“ и да „припремају ђурђевдански устанак“ против НДХ. Заточени Грубишнопољци су 30. јуна 1941. марвеним „Г“ вагонима транспортовани у комплекс усташких концентрационих логора Госпић-Јадовно-Паг.
Благодарећи управо честитим мајкама и супругама, 486 наших људи из Грубишног Поља код Бјеловара, који су побијени на Јадовну и у логору Слана на острву Пагу, обиљежена је по први пут /тек 1957. г./ и каменом обзидана бездана Шаранова јама на Велебиту. Били су то синови и мужеви, између 16 и 60 година, који ни у јами нису заборављени од драгих мајки и верних супруга. Оне су им, као некада мироносице, прве обишле гроб и обележиле га овом плочом: „На овом мјесту између осталих из наше земље побијено је по усташким крвницима и 486 жртава из опћине Грубишно Поље 1941. Спомен плочу подигло је друштво „Напредна жена“. Грубишно Поље 2. VI 1957. ". Ова Спомен плоча разбијена је 1971. године, након тога обновљена али опет разбијена 1992. године. Спомен плоча је обновљена 26. јуна 2010. на иницијативу удружења „Јадовно 1941."
Међу првим заточеницима логора Даница, били су и Срби и Јевреји похапшени на подручју Загреба, Пакраца, и Крижеваца. Одмах након тога стизали су други транспорти из Бјеловара, Карловца, Сарајева, Тузле и других мјеста.
На вагонима је обично писало „покварено воће“. Према доступним подацима у логору „Даница“ налазило се 3.358 логораша, за које су утврђени лични подаци. Уз 3.095 мушкараца у логору се налазила 221 жена и 42 дјеце. Према националној припадности највише је било Срба и то 2.259, затим Јевреја 600, Хрвата 434, Муслимана 24, Црногораца 12, Рома 10, Словенаца 9, Мађара 5, Украјинаца 2, те по један Македонац, Румун и Рус. На основу неких извјештаја управе логора, може се закључити да је кроз овај логор прошло преко 5000 логораша.
Крајем маја 1941, ухапшена је група јеврејских омладинаца, њих 168 и пребачена у логор „Даницу“, како је писало „на радну службу“. Родитељима је успјело спасити свега тројицу из „Данице“, док су преостали остали у логору. Почетком јула 1941. пребачени су сви у логоре Госпић, те у Јадовно, а неколицина и у логор Слана на острву Пагу, одакле их се у Госпић вратило само десетак. У Госпићу су двојица пуштена, а осморо пребачено преко логора Јастребарско и логора Јасеновац у логор Стару Градишку. Одатле их је седмеро успјело побјећи у септембру 1942. у партизане, гдје су погинула четворица, а крај рата од цијеле групе дочекала су само њих тројица. У овој групи било је неколико чланова СКОЈ-а. Од 18 Јевреја емиграната ухапшених у Загребу и интернираних у логор „Даницу“, само су двојица пуштена.
Кроз логор „Даница“ у Копривници прошао је већи број српских православних свештеника из Горњокарловачке, Тузланске, Пакрачке и других епархија, а са њима и велики број православних верника и другог народа из разних крајева ове многонапаћене земље. Тако на пример, читав конвој из „Данице“, са 250 Срба и двадесетак свештеника, спроведен је под јаком стражом 30. јуна 1941. у Госпић, да би, после свеноћног мучења у госпићкој казнионици између 1. и 2. јула, сутрадан сви били изведени на Јадовно и бачени у јаме.
Према документима први транспорт логораша из „Данице“ за Госпић упућен је 30. јуна 1941. Логораши у својим изјавама из 1942. наводе да су затим упућени транспорти 4., 9., 14., 18., 21. и 24. јула 1941. из логора „Даница“ у Госпић. Транспортовани су готово сви Срби и Јевреји те мањи број Хрвата логораша. Тако је тада, према свједочењу Милана Вуксановића, уз њега као Црногорца, „остао у логору у Копривници још осам Срба и око 800 Хрвата“. Истовремено је РАВСИГУР НДХ 8. јула 1941. окружницом подручним полицијским властима наредио да се од свих тзв. „непоћудних православних и жидова“ који се интернирају због интереса јавне сигурности „никога више у концентрациони логор „Даница“ у Копривници“ не шаљу него их треба слати у Госпић. Тако се од тога времена у логор „Даницу“ у начелу престају интернирати Срби и Јевреји, а интернирају се искључиво Хрвати.
Што се тиче броја посланих из логора „Даница“ у друге логоре тај се бој креће од 2.500 до 3.000, а сам Никола Херман, заповједник логора, јавно се у јулу 1941. када је био смијењен, у пијаном стању хвалио да је у Лику послао 2.500-2.700 Срба. Ако се томе додају Јевреји, Хрвати те остали логораши, бројка од 5.000 може се сматрати као најприхватљивија. Према истраживањима Диздара, од 3.358 логораша „Данице“ за које је сам прикупио податке, страдало их је 2.862. Од тога у логору Јадовно, Госпићу и логору Слана на острву Пагу страдало их је 2.167, од којих је било 1.950 Срба и 170 Јевреја, док су остали били Хрвати, те неколико Црногораца и припадника других националности.

### Начин мучења и злостављања
Логор крај Копривнице налазио се у згради фабрике вештачког гнојива „Даница“ по чему је и добио своје име. У њему је режим био као и у осталим логорима. Затвореници су насилно терани на тешке радове, тучени и злостављани на разне начине. Ноћу су усташе упадале у бараке и мучиле затворенике. Убијали су их без икакве кривице, само зато што су Срби, а и сам командант логора Херман убијао их је из револвера. Храна је била слаба, а како би некоме породица донела пакет са храном, усташе би га, ако су били расположени примиле и пошто би из њега узели за себе све што је најбоље остатак предавали затворенику. Иначе никоме нису допуштали да се приближи логору.
У логору „Даница“ крај Копривнице логорников син седамнаестогодишњи месарски калфа Немец често је узјахивао коња и бесно га терао међу Србе, обарајући их, док би се он смејао и уз то воловском жилом млатио кога би стигао. Натеривао је једну групу младића затвореника између 18-20 година да стану у баракама у два реда и да пред њим онанирају, а он је за то време заједно са својим штабом од 6 људи урлао. Ако неки од Срба младића то није хтео чинити, тукли су га чим стигну.
У логору „Даници“ код Копривнице не само усташе већ и сам њихов заповедник Немец са своја два сина (један му је син од 17 година, месарски калфа, а други од 20 година трговачки помоћник) одузеше свима све што су имали сребрнога, златнога, налив-пера, златне и сребрне сатове, све што год се сијало, па чак су и златне зубе са клештима вадили и узимали. Ако се коме златна пломба није дала лако скинути, дотични је за то добијао батине. Мени су узели златан мост који се климао па се дао лако извадити“.
У логору „Даница“ крај Копривнице жене које су дотериване жалиле су се сутрадан ујутру да су их усташе по ноћи силовале.
У општини Соколовац, у срезу Копривничком одмах по преузимању власти усташе су ухапсиле око 40 Срба под изговором да су четници и због тога опасни за хрватску државу. Сви су упућени у логор „Даница“ крај Копривнице и за њихову судбину се ништа не зна.
Многима су говорили да ће већ наредног дана бити стрељани или их чак изводили на стрељање које нису извршили желећи на тај начин да их што више мрцваре. Тако су у затвору Даница код Копривнице једне ноћи извели око 40 Срба постројили их пред зградом, напунили предњим стражарима пушке, уперили их у њих, па онда испалили у вис.
По наређењу логорника Анте Ђурића усташе из Зрина (Двор на Уни) су 14. маја 1941. ухапсиле 14 виђенијих Срба из села Рогуље, отерали их у Копривницу одакле се више ниједан није вратио.
Почетком маја 1941. године усташе из Шпановице, пакрачком срезу, „обилазили су околна српска села, купили Србе и одводили их у логор у Копривници“.
Адам Марин вероучитељ и парох у Копривници, ухапшен је на сам дан прогласа НДХ. Међу првима је послат у тек формирани логор „Даница“ код Копривнице. Ту је страшно мучен. По речима Исе Пејиновића то је „био највећи мученик и страдалник од свих интернираца“ Због страшних мука готово је изгубио лик човека. Тако унакажен убачен је у теретни вагон и упућен у логор у Лици. Тамо није жив стигао. Умро је успут у вагону. Усташе су га избациле на отворену пругу. Сведок овог несретног и болног случаја, као и очевидац мука овог невиног човека је преживели адвокат из Бејовара др Милан Омчикус.
У селу Ратковица, источно од Нове Градишке, 16. маја 1941. ухапшено је 16 српских становника. Они ће потом постати логораши логора Даница у Копривници. Већина њих је страдала у логору Јадовно у Лици, у лето 1941.
Месеца јуна 1941. око 30 усташа помогнути домаћим присталицама похапсили су све виђеније Србе из Српских Моравица, а међу њима и старог протојереја и архијерејског намесника Владимира Дујића, одатле су их све послали право у Огулин, а после два дана у логор Даницу код Копривнице. У логор су стигли 17. јуна и на самом улазу страшно претучени и измрцварени. Проту Дујића ударио је неки усташа предметом по очима, разбио му наочаре које су га повредиле, ухватио за браду ишчупавши прамен длаке заједно са кожом . Проту је облила крв, али ни гласа није пустио од себе овај стари свештеник". 30. јуна прота је са још 250 Срба упућен у Госпић где је са још неким свештеницима, између 1. и 2. јуна, страховито претучен, и од тада му се губи сваки траг.